# Història dels Emirats Àrabs Units

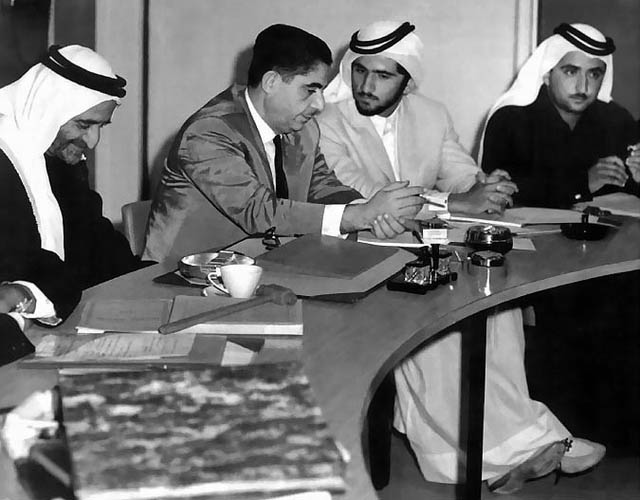
Adi Bitar en una trobada amb els xeics dirigents de Dubai l'any 1968.

La història dels Emirats Àrabs Units és molt recent.

## La Costa dels Pirates
La població tribal de Dubai, com la resta de la dels Emirats prové de les tribus àrabs del Iemen que van arribar a través d'Oman, i el centre i nord d'Aràbia, que van trobar assentaments anteriors en els llocs econòmicament viables pel pasturatge, la caça i la pesca, on hi havia probablement alguns grups nòmades que van quedar absorbits.
Aquest territori abans de passar sota influència britànica, va estar habitat per bel·licoses tribus àrabs, gran part de les quals es dedicaven al saqueig dels vaixells mercants que passaven per les seves costes, de manera que el territori es coneixia com la "costa dels pirates". Una altra activitat de la població era la de la pesca, i especialment lucrativa va ser la recol·lecció de la perla. El 1820, el Regne Unit signa el primer tractat de pau amb els xeics de les tribus del país, per posar fi a aquests actes de pirateria. Però el tractat que suposaria el començament del protectorat britànic seria el de la treva marítima perpètua, maig de 1853, pel qual el Regne Unit es feia càrrec de la protecció militar del territori. I el de març de 1892, l'acord exclusiu que garantia el monopoli sobre el comerç i l'explotació dels recursos per als britànics. El nom que van rebre els Emirats durant aquest període, va ser el dels Estats de la Treva. El 30 de març de 1968, els 7 emirats juntament amb Qatar i Bahrain van organitzar la Federació d'Emirats del Golf Pèrsic, però aquesta federació desapareix en independitzar-se Qatar i Bahrain. Els antics Estats de la Treva van ser un protectorat del Regne Unit de 1853 a 1971, any en què sis d'ells es van independitzar formant una nova federació anomenada els Emirats Àrabs Units. Ras Al-Khaimah se'n va mantenir al marge fins al 1972 quan va decidir unir-se als 6 emirats originals. Actualment la UEA són una federació de set emirats: Abu Dhabi, Dubai, Sharjah, Ajman, Ras Al-Khaimah, Umm al Qaywayn i Fujairah, amb un sistema legal basat en la constitució de 1971. No hi ha eleccions ni partits polítics. Els emirats, segons la seva constitució, conserven una considerable autonomia política, judicial i econòmica, per tant, el seu "congrés", el Consell Federal Nacional, és un òrgan exclusivament consultiu, sent els governs de cada emirat els qui tenen la competència legislativa sobre la major part d'assumptes, amb total independència entre ells.
El petroli és la principal font d'ingressos dels EAU, el component essencial del seu PIB, i gran part de l'economia no petrolífera depèn de la despesa del Govern, que al seu torn està basat en els seus ingressos derivats del petroli. El petroli va ser descobert a Abu Dhabi el 1958 i a Dubai el 1966, també hi ha algunes petites quantitats a Sharjah i Ras Al Khaimah, però més del 90% de les reserves es troba a Abu Dhabi, s'estima que el país té reserves per més de 100 anys. Els ingressos provinents de les seves vastes reserves de petroli han fet prosperar el país fins al punt que la seva ciutat més important, Dubai, és considerada la "Nova York del Golf Pèrsic ". En aquesta ciutat es pot apreciar obres d'arquitectura de primer ordre, com és el cas de l'hotel Burj al-Arab. Actualment el país està construint a prop de les seves costes 3 arxipèlags artificials en forma de palmera anomenats Illes Palm que aspiren a convertir-se en una "colònia de multimilionaris".

## Estats de la Treva
Els Estats de la Treva foren els estats sota protectorat britànic al Trucial Oman, regió més extensa, sota influència britànica però amb territoris sense reconeixement jurídic del poder britànic. Els Estats de la Treva es refereixen als actuals territoris dels Emirats Àrabs Units. Abans de l'arribada de l'Imperi Britànic a la Península Aràbiga, hi havia tanta pirateria a la costa, que la zona era coneguda amb el nom de "costa dels pirates". Quan els britànics es van començar a interessar pels productes que existien al territori, van tenir una audiència amb el cap de la tribu àrab del lloc. Així es va decidir que l'Imperi Britànic prendria comandament del territori a canvi de la seguretat de la regió, per l'alta pirateria que existia. Després d'un temps els britànics van canviar el nom de la costa per "Estats de la Treva" l'any 1892. Després de passar a ser territori britànic, se li van annexar altres territoris més (Tastar i Bahrein).
Els estats de la Treva van néixer el 1892 amb els Acords exclusius que la Gran Bretanya va signar amb sis emirats:
- Abu Dhabi
- Dubai
- Ajman
- Umm al-Qaiwain
- Xarjah
- Ras al-Khaimah

El 1900 Ras al-Khaimah va quedar integrat dins Sharjah i no va recuperar la independència fins al 1921. Per tant, entre 1900 i 1921 els estats de la Treva foren cinc:
- Abu Dhabi
- Dubai
- Ajman
- Umm al-Qaiwain
- Xarjah

El 1921 els britànics van signar acords amb el xeic de Ras al-Khaimah i el van reconèixer passant a ser altre cop sis:
- Abu Dhabi
- Dubai
- Ajman
- Umm al-Qaiwain
- Xarjah
- Ras al-Khaimah

El 1902 Fujairah i després Kalba es van separar de Sharjah però van quedar fora dels Estats de la Treva, ja que no van signar cap acord amb els britànics. El 1932 es va independitzar Diba, però els britànics no van signar tampoc cap acord amb el seu xeic que sembla que fou aliat del sultà de Mascat. El 1936, interessats els anglesos a establir un aeròdrom a Kalba, van reconèixer a l'emir de Kalba, i els estats van passar a ser set:
- Abu Dhabi
- Dubai
- Ajman
- Umm al-Qaiwain
- Xarjah
- Ras al-Khaimah
- Kalba

El 1952 els britànics van afavorir la reintegració de Kalba i Diba a Sharjah, però van haver de reconèixer a Fujairah, car els territoris del xeic estaven poblats per una tribu concreta que li donava suport. Fujairah va signar els Acords Exclusius el 1952 i els estats van esdevenir set definitivament:
- Abu Dhabi
- Dubai
- Ajman
- Umm al-Qaiwain
- Xarjah
- Ras al-Khaimah
- Fujairah

Sis d'aquests estats van formar els Emirats Àrabs Units el 18 de juliol de 1971, i van esdevenir independents el 2 de desembre de 1971, l'endemà de l'abolició dels Acords Exclusius (1 de desembre de 1971). El setè, Ras al-Khaimah, va esdevenir estat independent el mateix dia, fins que va entrar a la federació dels Emirats Àrabs Units el 10 de febrer de 1972.

## Emirats Àrabs Units
Abans de 1971, any de la independència, eren coneguts com els Estats de la Treva (en anglès, Trucial States) integrants de l'anomenat Trucial Oman (Oman de la Treva), en referència a un tractat de treva temporal signat el 1820, renovat el 1835 i convertit en treva perpètua el 1853 entre els britànics i alguns xeics àrabs (sis, tots menys el xeic de Fujairah); el 1892 els Exclusive Agreements (Acords Exclusius) van garantir al Regne Unit el control de la defensa i els afers estrangers. La majoria dels mapes assenyalaven aquest territori com la Costa dels Pirates que fou el nom que se'ls va donar, de fet, fins al 1853.
El primer pas cap a la federació es va fer el 1952 quan es va crear el Trucial States Council amb els xeics dels set territoris (Kalba i Diba es van incorporar a Sharjah i es va reconèixer la independència de Fujairah); després va seguir el Trucial States Development Council, per promoure el desenvolupament econòmic, i els Trucial Oman Scouts (abans Trucial Oman Levies, creats el 1950 segons el model de la Legió Àrab de Jordània) per assegurar la pau entre els diferents xeicats. Les fronteres internes es van establir principalment entre 1955 i 1961 sobre la base de les adhesions locals.
El gener del 1968 el govern britànic va anunciar que deixaria la regió a finals de 1971. Un mes després (18 de febrer) els xeics de Dubai i Abu Dhabi van anunciar que federarien els seus dos territoris, per coordinar la política exterior i la defensa i cooperar en altres àmbits. El 27 de febrer es va celebrar a Dubai una conferència amb els set xeics i els de Qatar i Bahrein, i es va prendre una decisió en el sentit d'anar a una federació dels nou xeicats que entraria en vigor el 30 de març de 1968 amb el nom de Federació d'Emirats Àrabs (Ittihad al-Imarat al-Arabiyya).
Aquesta federació només va existir sobre el paper i en els dos següents anys es va avançar molt poc. Les comissions no tenien prou facultats i eren lentes. Es va discutir sobre moneda comuna, educació unificada, comunicacions federals, serveis mèdics i socials integrats, i altres. Les discòrdies que durant segles havien enfrontat els xeics no eren fàcils de solucionar tot d'una, i els litigis territorials, les rivalitats dinàstiques i les dissensions tribals jugaven contra la federació; no es va trobar un acord sobre el lloc de la capital federal, la duració del mandat del president i en general pel repartiment del poder i la representativitat de l'assemblea consultiva prevista. Bahrain i Qatar volien tenir un vot cadascun, i un també cadascun Abu Dhabi i Dubai, i els altres cinc només tindrien un vot entre tots, i exigien que les decisions del consell es preguessin per unanimitat (Abu Dhabi volia la majoria). Quant a escons Bahrain demanava en proporció a la població (la població de Bahrain era el doble que la dels altres vuit estats) i la resta volia una representació igual per tots els estats. La por d'una hegemonia de Bahrain va fer fracassar finalment la federació.
Altres problemes exteriors eren la reclamació de l'Iran sobre Bahrain, i la de l'Aràbia Saudita sobre part d'Abu Dhabi i especialment sobre l'oasi de Buraimi. El maig de 1970 el conflicte entre Bahrain i l'Iran es va resoldre sobre la base del nomenament d'un representant de l'ONU per garantir els desitjos de la població de les illes, i es va comprovar que la població de Bahrain volia al 99% un estat sobirà separat, i l'Iran va acceptar els fets. Bahrain ara ja no necessitava a la Federació per defensar-se de la reclamació iraniana.
En canvi al mateix temps, l'Aràbia Saudita reforçava la seva reclamació de Buraimi i tota la zona sud i oriental d'Abu Dhabi, mentre Iran manifestava la seva reclamació sobre les illes Abu Musa i Tunb de Sharjah i Ras a-Khaimah. Com que Bahrain ara no es volia barrejar amb conflictes amb Iran i l'emir considerava que Bahrain no quedava representat a la federació segons el seu pes demogràfic, industrial i educatiu, i tampoc volia conflictes amb Aràbia Saudita, a partir del maig-juny del 1970 es va començar a separar del projecte. Iniciat aquest procés, i per rivalitats dinàstiques, Qatar va seguir a Bahrain. Així la federació de nou passaria a vuit i tot seguit a set membres. El juny de 1970 la victòria dels conservadors a la Gran Bretanya no va suposar cap canvi, ja que el partit triomfant va confirmar la política de sortida de la regió el 1971. Bahrain va proclamar la independència el 14 d'agost de 1971 i Qatar l'1 de setembre de 1971.
Com que Bahrain i Qatar van deixar de participar en les reunions, els altres set estats van seguir negociant. Sis d'aquests set xeicats van acordar una federació sota el nom d'Emirats Àrabs Units que fou proclamada a Dubai el 18 de juliol de 1971. Saqr ben Muhammad al-Qasimi de Ras al-Khaimah va refusar formar part de la federació perquè no tenia el suport dels altres per garantir la sobirania sobre les illes Tunb, i perquè considerava excessiu el poder que l'acord acordava a Dubai i Abu Dhabi. En canvi l'emir Khalid ben Muhammad al-Qasimi de Sharjah es va mostrar més raonable sobre la qüestió d'Abu Musa i va arribar a un acord amb Iran, país que administraria l'illa i pagaria un subsidi anyal, i a més l'explotació del petroli i gas a l'entorn de l'illa seria comú. El 30 de novembre de 1970 l'illa Abu Musa i les Tunb van quedar ocupades per Iran, amb una petita resistència a la Gran Tunb.
El dia 1 de desembre de 1970 es van derogar els tractats entre la Gran Bretanya i els xeics i l'endemà va néixer oficialment la federació. El primer president fou el xeic d'Abu Dhabi Zayed ben Sultan Al Nahayan, amb l'emir de Dubai Rashid ben Saeed Al Maktum com a vicepresident. Segons la constitució redactada pel jurista egipci Wahid Rifaat, el mandat era per cinc anys i podien ser reelegits. Com a capital es va fixar Abu Dhabi de manera provisional i es va decidir que es construiria una nova capital a la frontera entre Dubai i Abu Dhabi.
L'origen del poder suprem executiu i legislatiu és el consell federal suprem format pels set xeics, amb decisions adoptades per majoria però amb dret de veto per Abu Dhabi i Dubai. El president escollit nomena el primer ministre, el viceprimer ministre i els ministres que en conjunt foren el gabinet federal que ha de seguir les indicacions del consell federal suprem. La constitució tal com fou adoptada a la independència té 152 articles, i estableix també la creació d'un consell nacional federal a manera d'assemblea consultiva amb 40 membres, nomenats pels xeics per dos anys, 8 d'Abu Dhabi, 8 de Dubai, 6 de Sharjah, 6 de Ras al-Khaimah, i 4 cadascun dels altres tres; encara que la constitució atorga a aquest consell nacional una iniciativa legislativa de fet es limita a provar el pressupost i preparar la legislació que li presenta el consell de ministres. Conforme a la constitució hi ha un tribunal federal suprem i alguns tribunals federals de primera instància. També existeix un Alt Consell de la Defensa per les qüestions militars que són comunes, el qual està presidit pel president de la federació i el formen el vicepresident, el primer ministre, els ministres de defensa i interior i el comandant en cap de l'exèrcit federal, exèrcit format sobre la base del que foren els Trucial Oman Scouts.
L'ocupació iraniana d'Abu Musa i les Tunb va tenir una repercussió política important quan el 24 de gener de 1972 l'emir de Sharjah, Khalid, fou assassinat pel seu cosí i ex xeic, Saqr ben Sultan al-Qasimi, ostensiblement com a càstig per haver abandonat Abu Musa a l'Iran, i de pas tornar al poder. Com a cop d'estat va fracassar però aquest assassinat va canviar les coses i la federació va acordar que defensaria la reclamació d'Abu Musa i les Tunb, i en aquestes condicions el xeic de Ras al-Khaimah va entrar a la federació el 10 de febrer de 1972.
El gabinet federal des del començament fou alimentat quasi exclusivament per Abu Dhabi, a causa dels seus importants ingressos petroliers. Dubai en canvi només hi participà simbòlicament i actualment és l'estat més ric però el petroli representa menys del 5% de la seva riquesa.
Abu Dhabi disposa d'una força de defensa pròpia millor equipada que la de la federació. Els Emirats són un dels grans productors mundials de petroli (el tercer del golf Pèrsic després de l'Aràbia Saudita i l'Iraq), si bé pràcticament tota la producció correspon a l'emirat d'Abu Dhabi. Dubai i Sharjah tenen gairebé exhaurides les seves reserves.